# جون كوستاس (عسكري)
جون كوستاس (باليونانية: Ιωάννης Παπακώστας)‏ هو عسكري يوناني، ولد في 1868 في Lias ‏ في اليونان، وتوفي في 1932 في ستيلينبوش في جنوب أفريقيا.